# Isabelle Mancini-Remy
Pour les articles homonymes, voir Bedel, Mancini et Remy (homonymie).
Isabelle Mancini-Bedel (née Mancini le 26 juillet 1967 à Arbois, Jura) est une ancienne fondeuse française.

## Palmarès

### Jeux olympiques
Aux Jeux olympiques d'hiver d'Albertville en 1992, elle se classe 21e du 30 km, le 21 février.

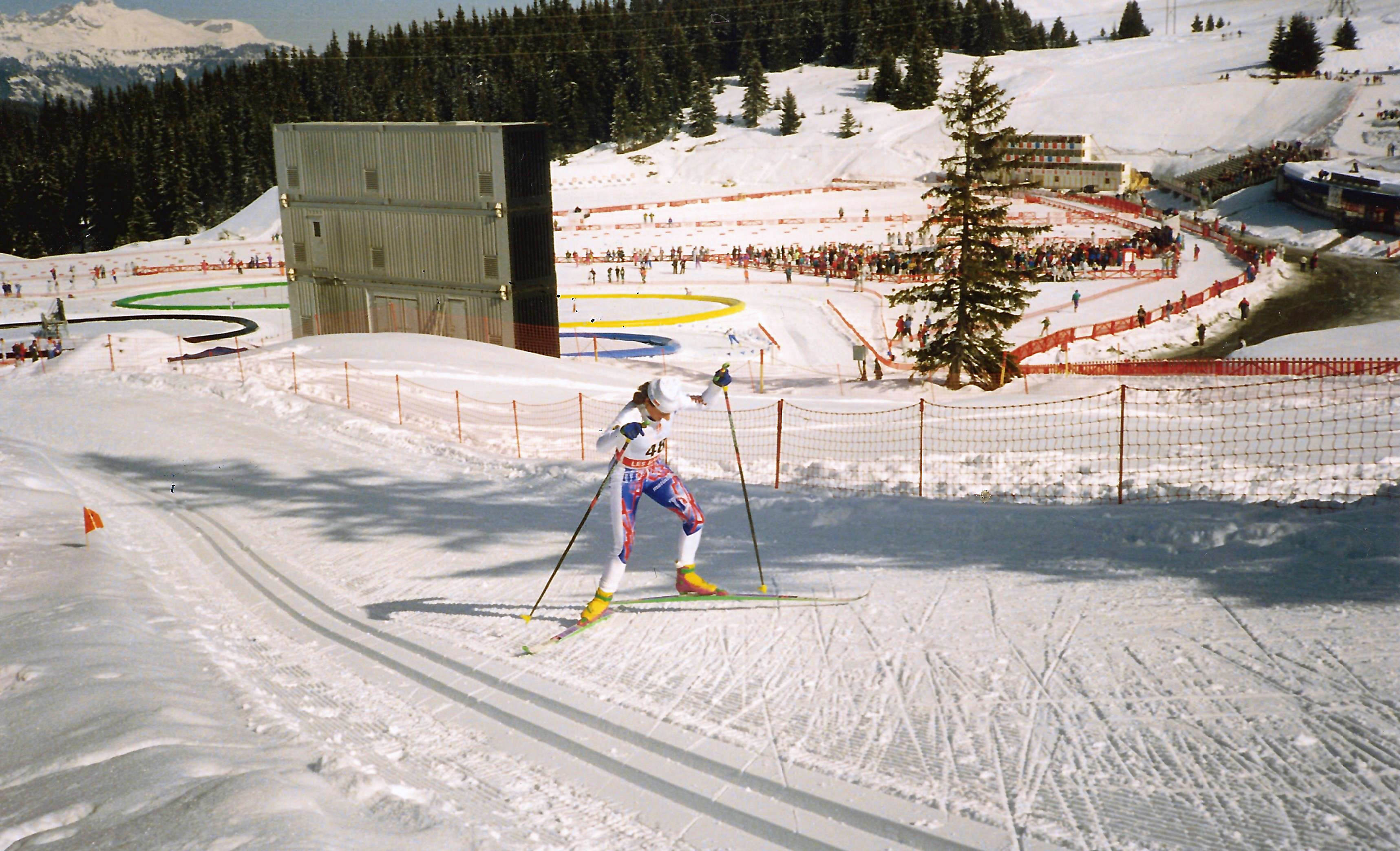

### Championnats de France
Championne de France Elite dont :
- Longue distance 20 km : 1988 - 1989
- Courte distance 10 km : 1987 - 1988
- Relais : 1986 - 1988